# 紹夫格諾夫區

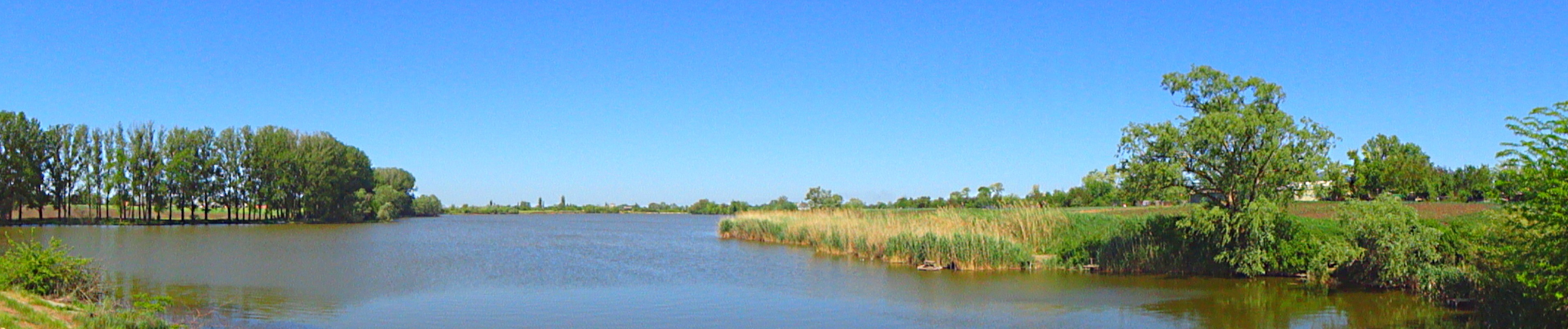

45°01′N 40°14′E / 45.017°N 40.233°E
紹夫格諾夫區（俄语：Шовгеновский район），是俄羅斯的一個區，位於該國西南部，由阿迪格共和國負責管轄，始建於1965年1月12日，面積521.4平方公里，2010年人口16,997，人口密度每平方公里32.6人。